# 2 iulie
ianuarie • februarie • martie  • aprilie  • mai  • iunie  • iulie  • august  • septembrie  • octombrie  • noiembrie  • decembrie
2 iulie este a 183-a zi a calendarului gregorian și a 184-a zi în anii bisecți. Mai sunt 182 de zile până la sfârșitul anului.

## Evenimente

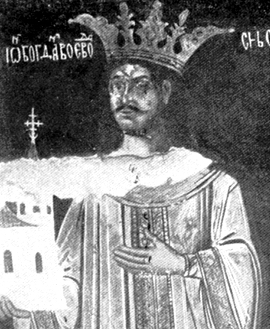
1504: Bogdan al III-lea, fiul lui Ștefan cel Mare, devine domn al Moldovei. Va domni până în 1517 și va fi succedat de fiul său, Ștefăniță Vodă.

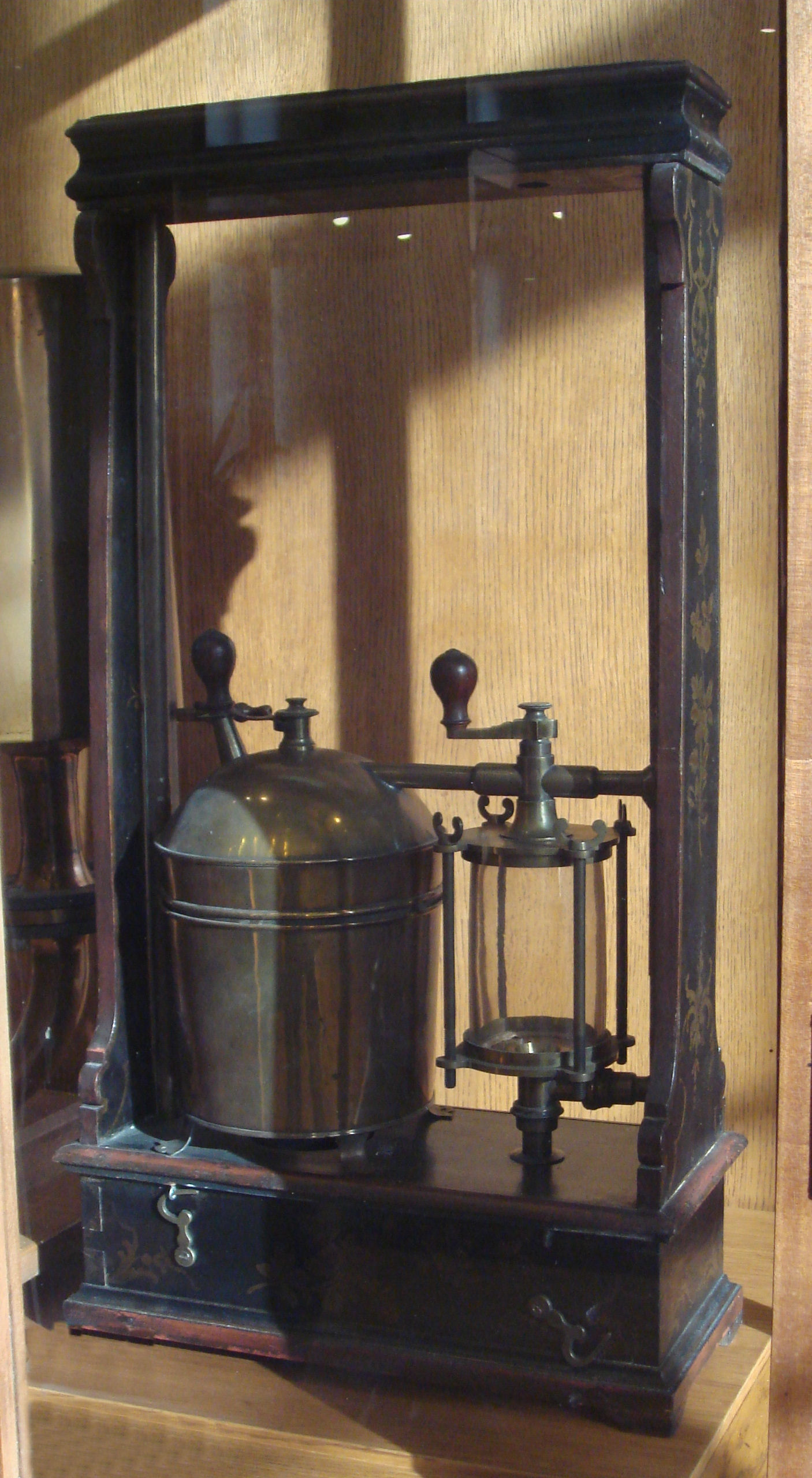
1698: Primul motor cu abur.

- 0437: Împăratul Valentinian al III-lea își începe domnia asupra Imperiului Roman de Apus. Mama sa Galla Placidia își încheie regenței, dar continuă să exercite influență politică la curtea din Roma.[1]
- 1504: Bogdan al III-lea, fiul lui Ștefan cel Mare, devine domn al Moldovei. Va domni până în 1517 și va fi succedat de fiul său, Ștefăniță Vodă.
- 1644: Bătălia de la Marston Moor: Forțele Parlamentului englez au obținut o victorie decisivă împotriva regaliștilor, în cadrul Războiului civil englez (1642-1646).
- 1698: Inginerul și inventatorul englez Thomas Savery brevetează primul motor cu abur.
- 1816: Fregata franceză Méduse eșuează în golful Arguin, în largul Africii de vest, din cauza incompetenței comandantului navei. Mai mult de jumătate dintre cele aproximativ 400 de persoane aflate la bord vor muri în următoarele câteva săptămâni, majoritatea pe o plută improvizată. După 13 zile pe mare, pluta a fost descoperită cu doar 15 oameni în viață.[2] Cazul este imortalizat de pictura lui Géricault Pluta Medusei.
- 1838: A apărut, la Brașov, Foaie pentru minte, inimă și literatură, publicație condusă de George Barițiu, supliment literar al „Gazetei de Transilvania".
- 1853: Armata rusă trece Prutul și ocupă Țările Române.
- 1871: Victor Emmanuel al II-lea al Italiei  intră în Roma după ce a cucerit-o de la Statele Papale.
- 1881: Președintele american, James A. Garfield, a fost rănit prin împușcare și a murit în urma rănirii în data de 19 septembrie.
- 1888: Ion Luca Caragiale este numit director al Teatrului Național din București.
- 1897: Inginerul anglo-italian Guglielmo Marconi obține la Londra un brevet pentru radio.
- 1900: Pe Lacul Constanța, lângă Friedrichshafen, Germania, are loc primul zbor al unui Zeppelin.
- 1923: Accidentul feroviar de la Vintileanca, soldat cu zeci de morți și răniți.
- 1934: Noaptea cuțitelor lungi se termină cu moartea lui Ernst Röhm.
- 1937: Piloții americani, Amalia Earhart și Fred Noonan, care au încercat să zboare în jurul lumii, au fost dați dispăruți deasupra Oceanului Pacific. Evenimentul declanșează cea mai mare operațiune de căutare anterioară celui de-Al Doilea Război Mondial și dă naștere la o varietate de teorii ale conspirației.
- 1951: La Babice, Cehoslovacia, o ședință a Comitetului Național Comunist local este atacată de patru oameni înarmați, trei membri ai comitetului fiind uciși. Actul este prilejul proceselor-spectacol de la Jihlava, care sunt îndreptate în primul rând împotriva influenței bisericii asupra populației rurale și în care unsprezece persoane sunt condamnate la moarte și 111 la închisoare pe termen lung.
- 1964: Președintele american, Lyndon B. Johnson, a promulgat Legea Drepturilor Civile, prin care se interzicea segregarea în școli, locuri publice și la angajare.
- 1994: Cu prilejul aniversării a 70 de ani de la înființare, Asociația Internațională a Presei Sportive a decis ca în ziua de 2 iulie a fiecărui an să fie marcată Ziua internațională a ziaristului sportiv.
- 2002: Bancherul american, Steve Fossett, a devenit primul om care a călătorit singur, nonstop, în jurul lumii într-un balon.
- 2005: La Londra și în alte orașe au avut loc concertele maraton Live 8, destinate să aducă în prim-plan problema sărăciei din Africa, cu doar 3 zile înainte de debutul summit-ului G8 de la Edinburgh.
- 2007: Se lansează postul TV Animax, care a înlocuit Anime+/A+ Anime și a fost partajat în timp cu Minimax.
- 2013: Uniunea Astronomică Internațională numește sateliții patru și cinci ai lui Pluto, Kerberos și Styx.

## Nașteri
- 0419: Valentinian al III-lea, împărat roman (d. 455)
- 1489: Thomas Cranmer, arhiepiscop de Canterbury (d. 1556)
- 1644: Abraham a Sancta Clara, scriitor austriac (d. 1709)
- 1698: Francesco al III-lea d'Este, Duce de Modena (d. 1780)
- 1714: Christoph Willibald Gluck, compozitor german de operă (d. 1787)
- 1723: Antonio González Velázquez, pictor spaniol (d. 1793)
- 1724: Friedrich Gottlieb Klopstock, poet german (d. 1803)
- 1790: Leopold, Prinț de Salerno, membru al Casei de Bourbon-Două Sicilii (d. 1851)

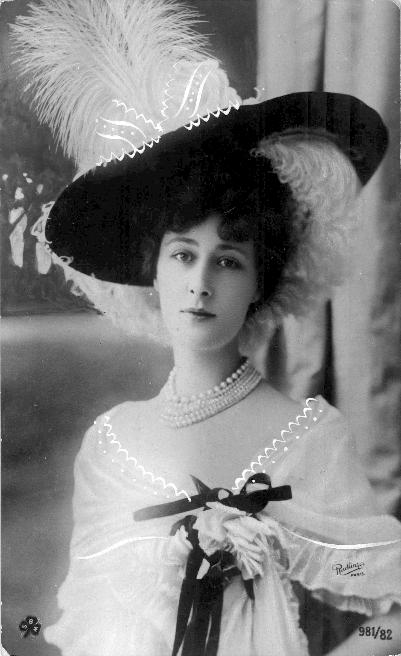
Liane de Pougy, dansatoare de cabaret franceză
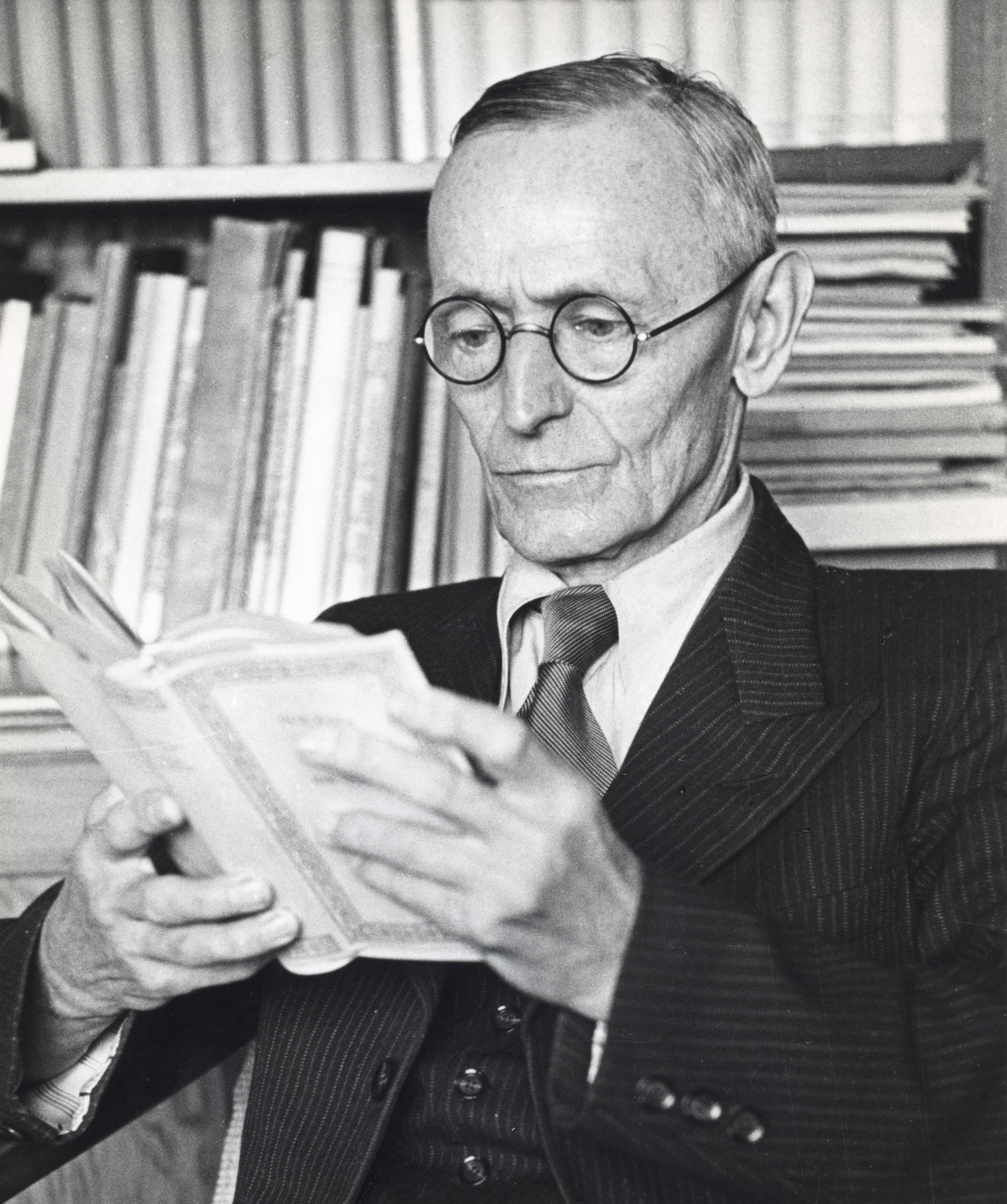
Hermann Hesse, scriitor german, laureat Nobel
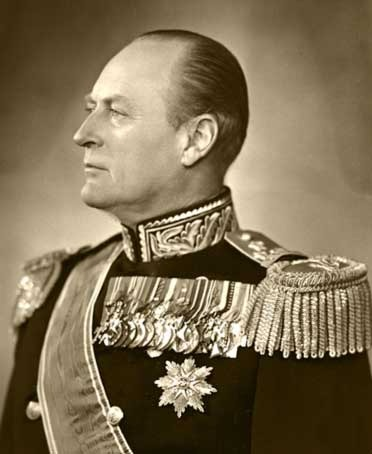
Olav al V-lea al Norvegiei

- 1841: Alexander Mihailovici Zaițev, chimist rus (d. 1910)
- 1841: Eduardo Zamacois y Zabala, pictor spaniol (d. 1871)
- 1849: Maria Theresa de Austria-Este (d. 1919)
- 1862: William Henry Bragg, fizician și chimist englez, laureat al Premiului Nobel (d. 1942)
- 1868: Traian Moșoiu, general român (d. 1932)
- 1869: Liane de Pougy, vedetă și dansatoare de cabaret franceză (d. 1950)
- 1877: Hermann Hesse, scriitor german, laureat al Premiului Nobel (d. 1962)
- 1882: Marie Bonaparte, psihanalist francez (d. 1962)
- 1893: Luca Ion Caragiale, poet român, fiul lui I.L.Caragiale și fratele lui Mateiu Caragiale (d. 1921)
- 1894: André Kertész, fotograf maghiar (d. 1985)
- 1903: Alec Douglas-Home, al 66-lea prim-ministru al Regatului Unit (d. 1995)
- 1903: Regele Olav al V-lea al Norvegiei (d. 1991)
- 1906: Hans Albrecht Bethe, fizician american (d. 2005)
- 1919: Ștefan Fay, scriitor și genealogist român (d. 2009)
- 1921: Iosif Petschovschi, fotbalist român (d. 1968)
- 1922: Pierre Cardin, designer francez de modă (d. 2020)
- 1923: Wisława Szymborska, poetă poloneză, laureată a Premiului Nobel
- 1923: Constantin Dăscălescu, comunist român, prim-ministru al României (d. 2003)
- 1926: Octavian Paler, scriitor și publicist român (d. 2007)
- 1930: Carlos Menem, politician argentinian, președintele Argentinei în perioada 1989-1999 (d. 2021)
- 1939: Iga Cembrzyńska, actriță poloneză

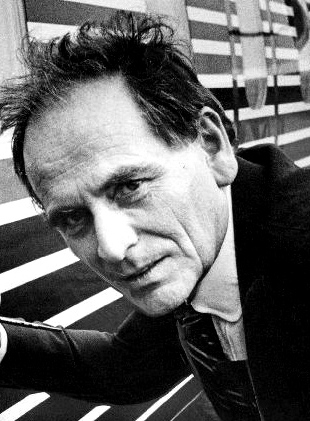
Pierre Cardin, designer francez de modă
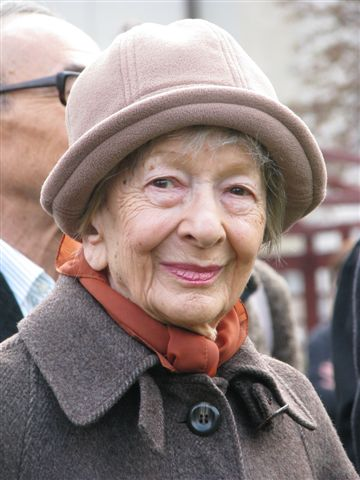
Wisława Szymborska, poetă poloneză, laureată Nobel
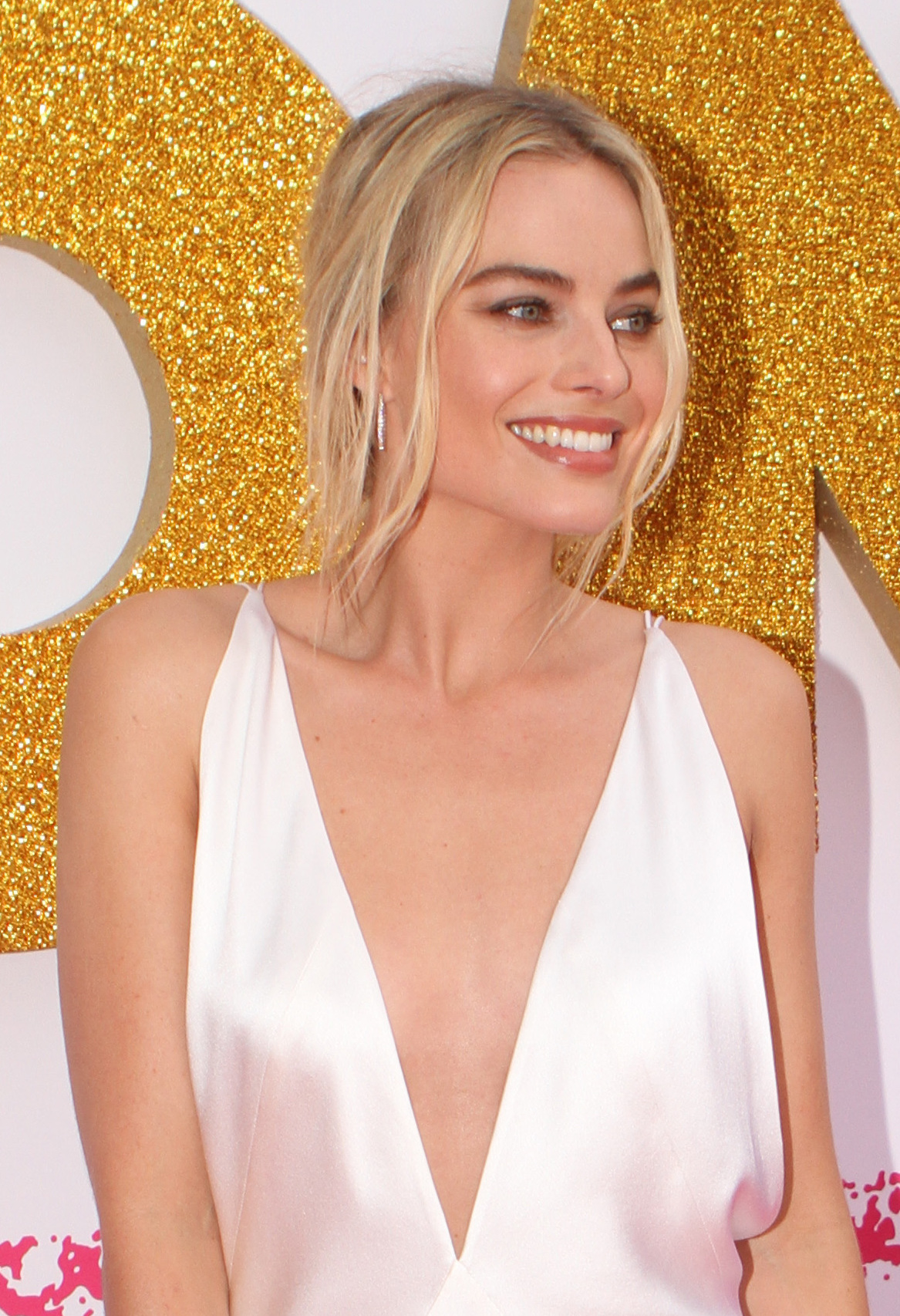
Margot Robbie, actriță australiană

- 1950: Ilie Micolov, cântăreț român de muzică ușoară (d. 2018)
- 1950: Liviu Vasilică, cântăreț român de muzică populară (d. 2004)
- 1951: Mariea Crâșmaru, globetrotter român
- 1951: Gheorghe Visu, actor român de teatru și film
- 1954: Ioan Holban, scriitor, critic și filolog român
- 1954: Maria Mardare-Fusu, pictoriță din Republica Moldova
- 1959: Cristian Diaconescu, politician român
- 1960: Dan Nica, politician român
- 1970: Cozmin Gușă, politician român, om de afaceri
- 1974: Rocky Gray, muzician american (Evanescence)
- 1981: Georgeta Diniș-Vârtic, handbalistă română
- 1985: Ashley Tisdale, cântăreață americană
- 1986: Lindsay Lohan, actriță americană
- 1988: Nicoleta Dincă, handbalistă română
- 1990: Margot Robbie, actriță australiană
- 1992: Manon Houette, handbalistă franceză
- 1994: Henrik Kristoffersen, schior norvegian
- 2000: Nikolina Knežević, handbalistă muntenegreană

## Decese
- 0936: Henric I al Germaniei
- 1504: Ștefan cel Mare, domn al Moldovei (n. 1433)
- 1566: Nostradamus, astrolog francez (n. 1503)
- 1757: Joanna Elisabeth de Baden-Durlach, ducesă de Württemberg (n. 1680)
- 1778: Jean-Jacques Rousseau, filosof elvețiano-francez (n. 1712)

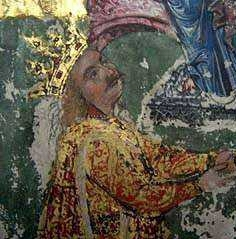
Ștefan cel Mare, domn al Moldovei
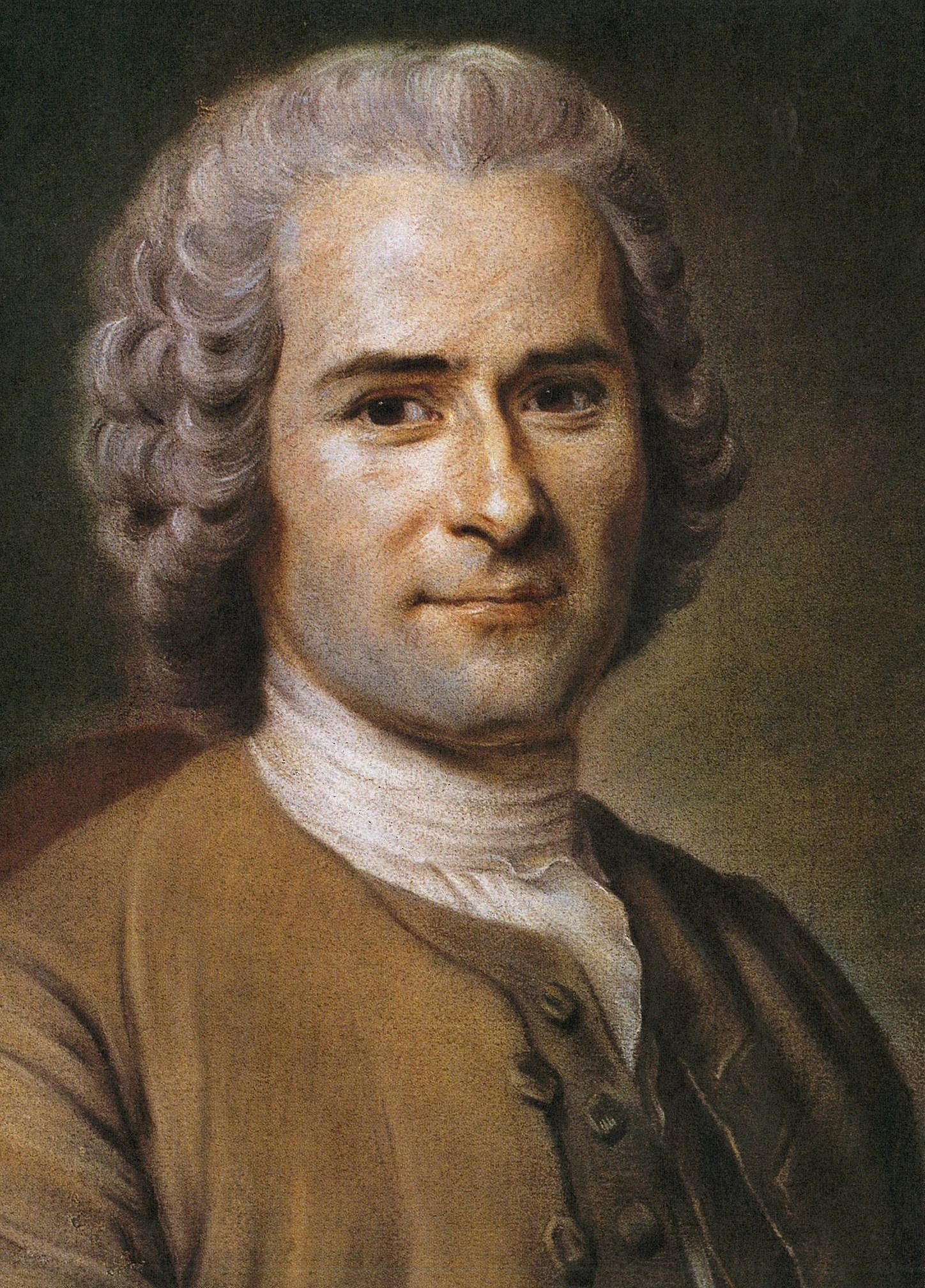
Jean-Jacques Rousseau, filosof elvețiano-francez
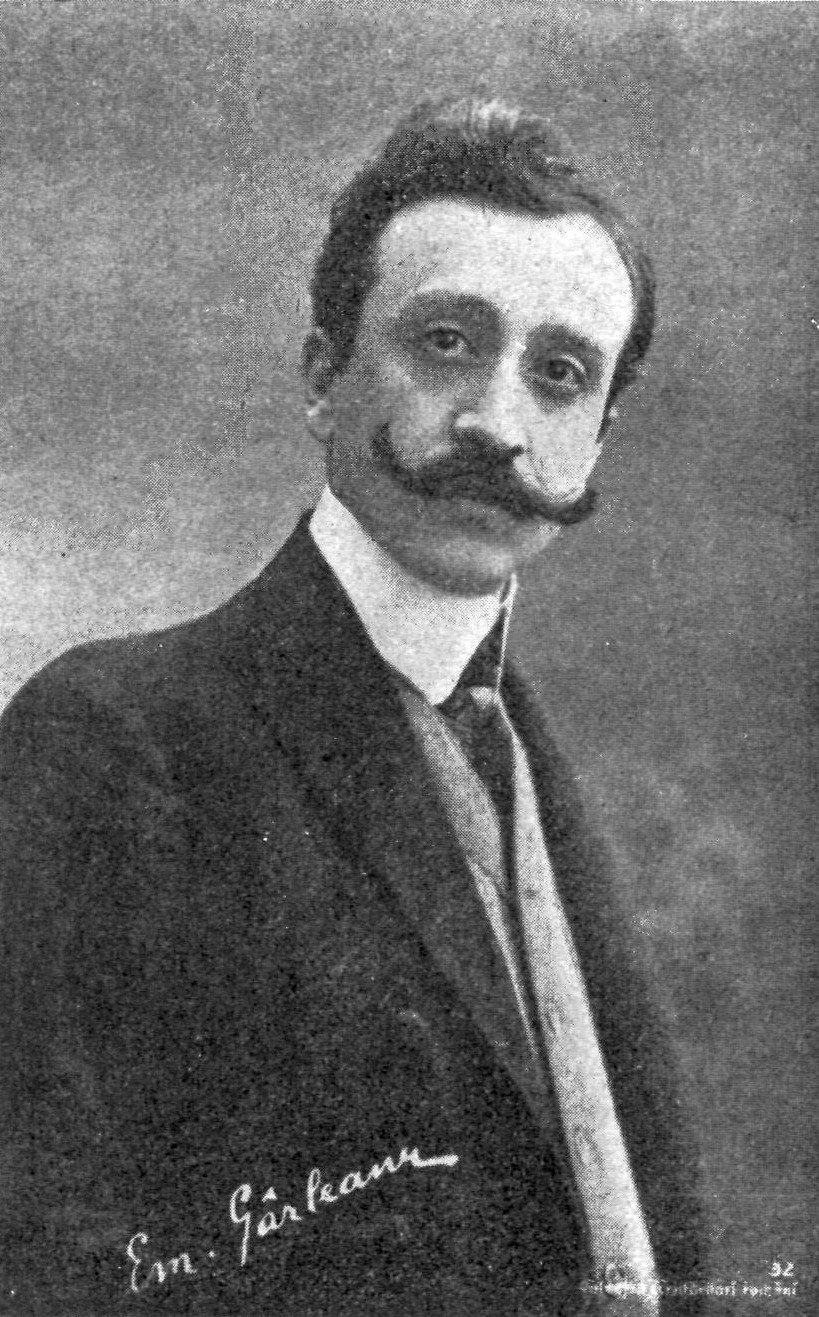
Emil Gârleanu, scriitor, publicist român

- 1893: Georg Daniel Teutsch, episcop evanghelic sas din Transilvania (n. 1817)
- 1914: Emil Gârleanu, scriitor, publicist român (n. 1878)
- 1932: Regele Manuel al II-lea al Portugaliei (n. 1889)
- 1941: George Valentin Bibescu, pilot român, nepot al domnitorul Gheorghe Bibescu (n. 1880)
- 1961: Ernest Hemingway, scriitor american, laureat al Premiului Nobel (n. 1899)
- 1963: Romulus Vuia,  etnolog, etnograf, antropolog și folclorist român (n. 1887)
- 1966: Jan Brzechwa, scriitor și poet polonez (n. 1898)
- 1968: Dan Bădărău, filozof român (n. 1893)
- 1970: Alice Cocea, actriță franceză de teatru și de film de origine română (n. 1899)
- 1977: Vladimir Nabokov, scriitor de origine rusă (n. 1899)

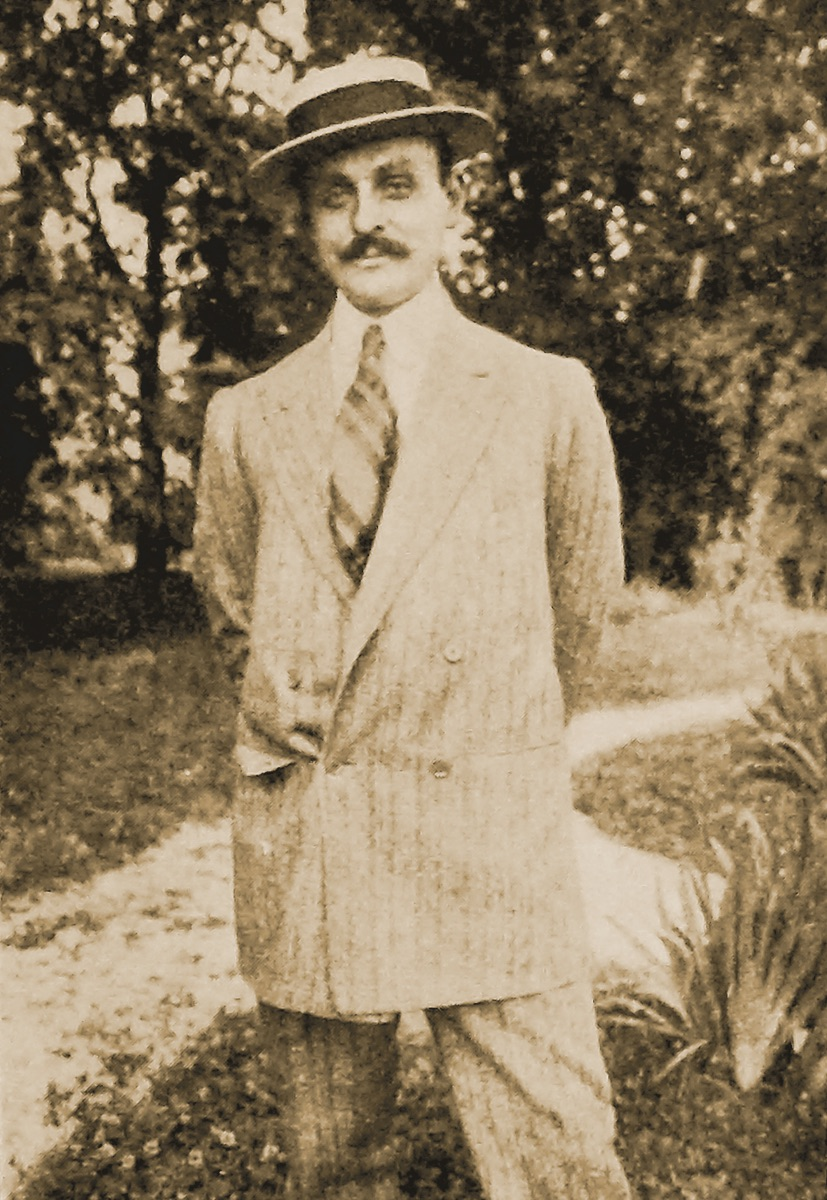
George Valentin Bibescu, pilot român, nepot al domnitorul Gheorghe Bibescu
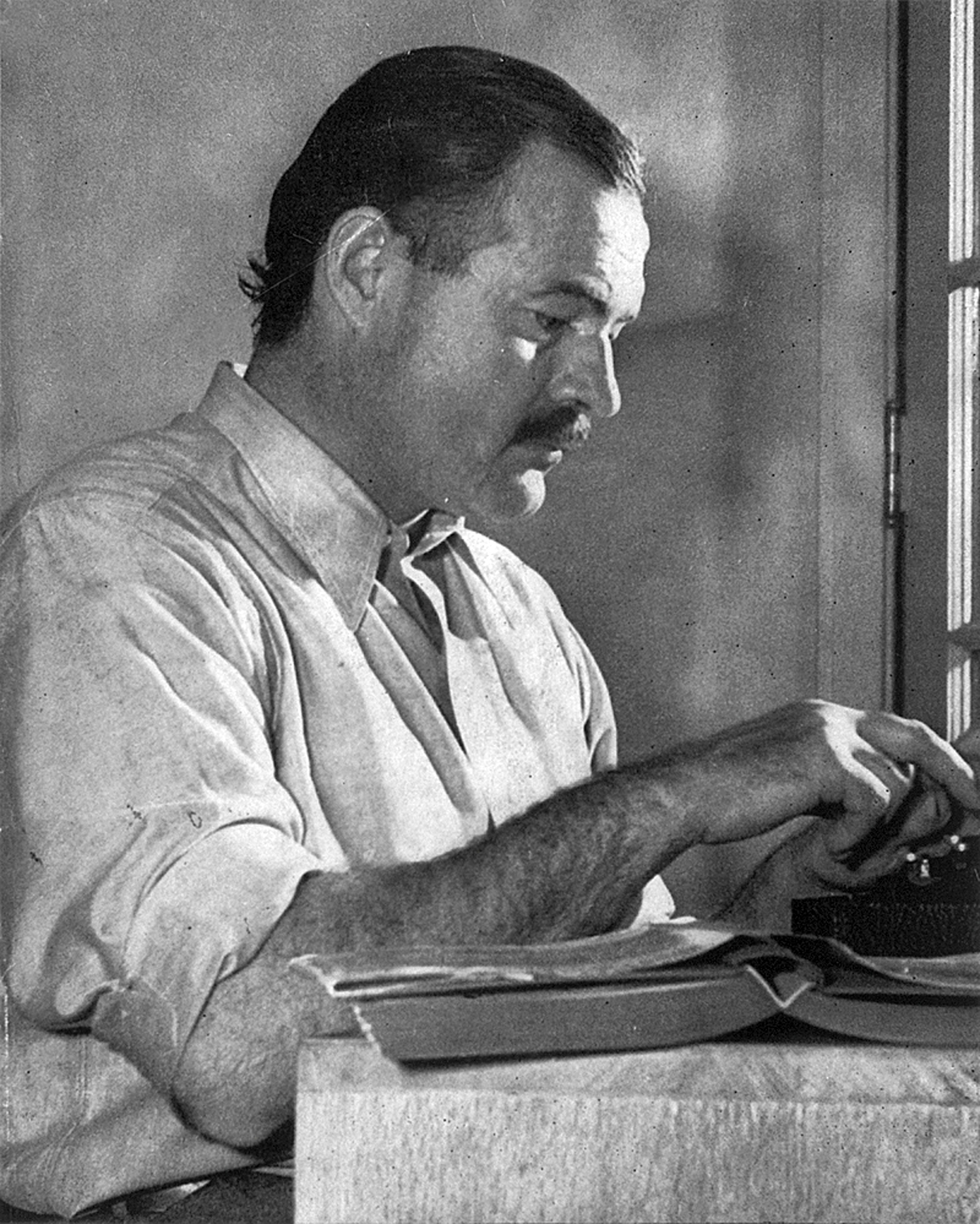
Ernest Hemingway, scriitor american, laureat Nobel
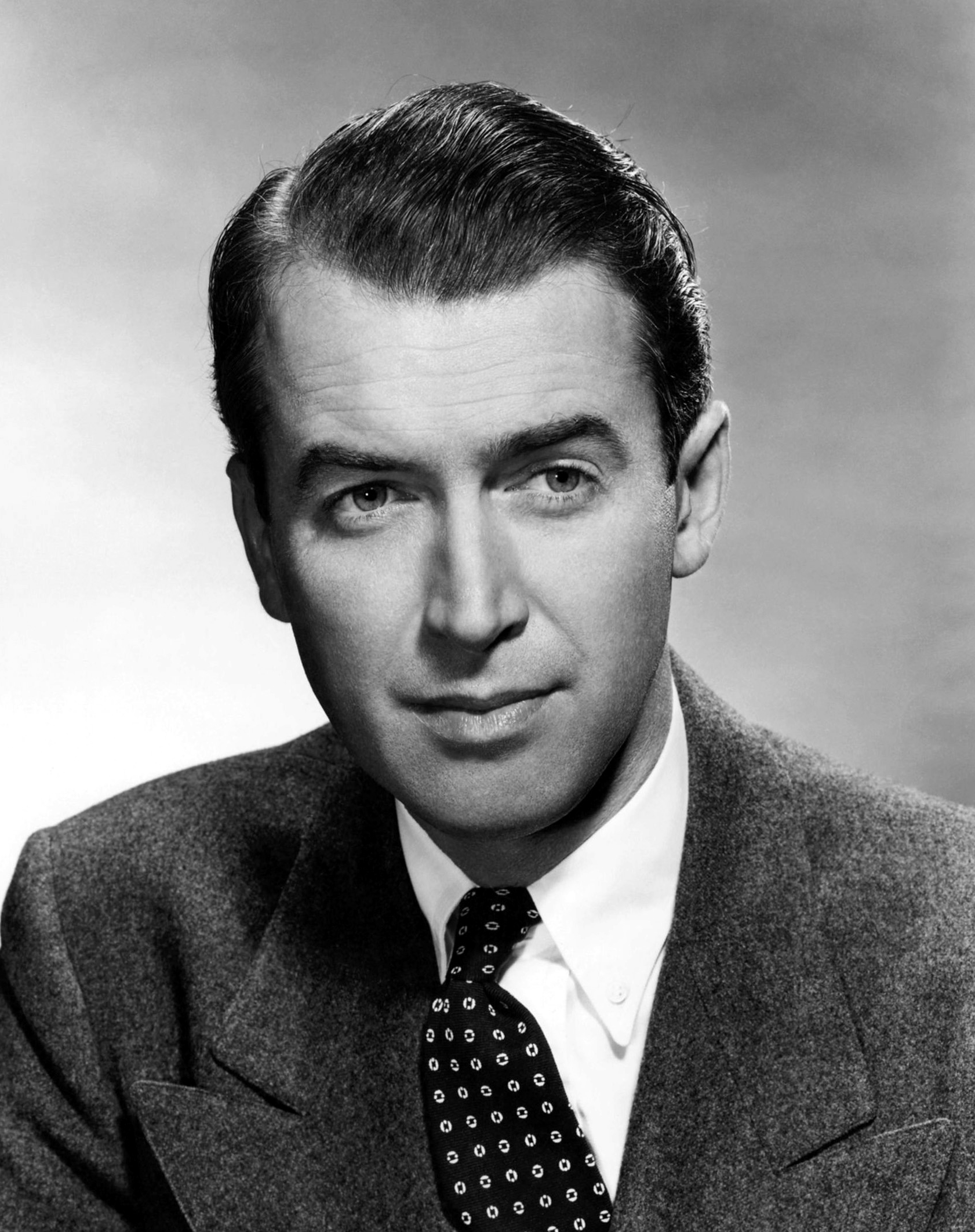
James Stewart, actor american

- 1989: Franklin J. Schaffner, regizor american (n. 1920)
- 1997: James Stewart, actor american (n. 1908)
- 2001: Israel Shahak, profesor de chimie organică la Universitatea Ebraică din Ierusalim și scriitor (n. 1933)
- 2013: Douglas Engelbart, inventator american (n. 1925)
- 2014: Paul Wild, astronom elvețian (n. 1925)
- 2016: Michel Rocard, politician francez, prim-ministru al Franței (n. 1930)
- 2016: Michael Cimino, regizor de film american (n. 1977)
- 2016: Elie Wiesel, scriitor și ziarist american de origine română, laureat Nobel (n. 1928)
- 2021: Ion Ciocanu, scriitor din R. Moldova (n. 1940)
- 2022: Roland Stănescu, fotbalist român (n. 1990)
- 2024: Ion Rițiu, actor român (n. 1950)

## Sărbători
- Așezarea veșmântului Născătoarei de Dumnezeu la Vlaherne; Sf. Ier. Iuvenalie al Ierusalimului; Sf. Voievod Ștefan cel Mare (calendar ortodox)